# Венсан Пейон
Венсан Бенуа Каміль Пейон (фр. Vincent Benoît Camille Peillon; нар. 7 липня 1960 року) — французький політичний і державний діяч, соціаліст, міністр освіти (2012—2014).

## Біографія
Народився 7 липня 1960 року, син Жиля Пейона, комуніста і банкіра, і Франсуази Блюм — наукового керівника Національного інституту охорони здоров'я та медичних досліджень. Викладав у Кале та Іль-де-Франсі, отримав ступінь агресії у філософії.
У 1992 році вступив до Соціалістичної партії.
Близько десяти років працював в апараті відомих діячів Соціалістичної партії — Лорана Фабіуса, Анрі Еммануеллі та Ліонеля Жоспена [3].
Депутат Національних зборів Франції від 3-го округу департаменту Сомма з 1997 до 2002 року.
Депутат Європейського парламенту з 2004 до 2012 року (достроково здав мандат через призначення до складу французького уряду).
У ході парламентських виборів 2007 року знову виставив свою кандидатуру в 3-му окрузі департаменту Сомма, але програв у другому турі кандидату від Союзу за народний рух Жерому Біньону, відставши від нього на 143 бюлетені (отримав 49,85 % голосів виборців).
2007 року надавав підтримку президентській кампанії Сеголен Руаяль. У 2011 році був прихильником Домініка Стросс-Кана, а потім приєднався до передвиборчої кампанії Франсуа Олланда. Після приходу Олланда до влади Пейон у 2012 році був призначений міністром національної освіти в уряді Жана-Марка Еро. Його основними кроками на цій посаді стало повернення до навчального тижня в чотири з половиною дні для учнів початкової школи та невдала спроба змінити статус вчителя підготовчої школи. У 2014 році відмовився увійти до нового соціалістичного уряду на чолі з Мануелем Вальсом.
У 2014 році знову обрано до Європейського парламенту.
У грудні 2016 року оголосив про свою участь у праймеріз лівих, організованих соціалістами з метою визначення єдиного кандидата лівих сил на президентських виборах 2017 року.
22 січня 2017 року у першому турі праймеріз отримав 6,82 % голосів, посівши четверте місце серед семи учасників та не вийшовши до другого туру[6]. Після перемоги в ньому Бенуа Амона Пейона було призначено політичним радником у його президентській кампанії.
Особисте життя
Другим шлюбом одружений з журналісткою Наталі Бенсахель (Nathalie Bensahel), у них є два сини (Елія та Ісаак)[7]. У першому шлюбі став батьком двох дочок.